# Heia bortelaget
Fanklubben Heia Bortelaget (Av Lerkendal) (FKHBAL) är en norsk fotbollssupporterklubb.
Fanklubben grundades av några fysikstudenter vid NTH i april 1992. FKHBAL grundades som en idealistisk fanklubb där målet var att heja fram Rosenborgs motståndare på Lerkendal stadion till seger. FKHBAL tyckte att Rosenborg hade vunnit alltför mycket och att det är dags att andra lag också fick vinna lite. Rosenborg vann Tippeligaen 13 år i rad mellan 1992 och 2004.
FKBHAL delar ut en pokal till kaptenen för alla bortalag som vinner, och en annan pokal delas ut till domare som dömer straff till bortalaget.
Fanklubben hade 2.868 registrerade medlemmar enligt hemsidan (12 april 2008). Medlemsavgiften är 20 norska kronor för livstidsmedlemskap. Säsongen 2005 hade FKBHAL i snitt 100 supportrar per match på Lerkendal under säsongen.